# Campeonato Paulista de Futebol de 1964
O Campeonato Paulista de Futebol de 1964 foi a 24.ª edição do campeonato organizado pela Federação Paulista de Futebol. Teve o Santos como campeão e Pelé, do Santos, como artilheiro, com 34 gols.

## Disputa do título[2]
O Santos, tetracampeão da Taça Brasil ao derrotar o Flamengo na decisão, disputariam ponto a ponto o título estadual com o Palmeiras e a Portuguesa de Desportos. Atual campeão, terceiro colocado do Rio-SP e semifinalista da Taça Brasil, os alviverdes tinham credenciais para tanto, porém, chegaram à última rodada já sem chances de conquistas. O clube do Canindé era uma surpresa na disputa pelo título, embora tivesse nesta época uma grande equipe.
Na última rodada, o Santos tinha 42 pontos contra 41 do Palmeiras - já sem chance -, e 40 da Portuguesa. O Peixe venceu a Lusa por 3x2 dentro de casa e sagrou--se campeão.

## Jogos do Campeão[2][3]

### Primeiro turno
- 05/07/1964 América 2 x 1 Santos
- 11/07/1964 Santos 2 x 1 Comercial (RP)
- 19/07/1964 Santos 5 x 1 São Paulo
- 26/07/1964 Prudentina 1 x 1 Santos
- 02/08/1964 Santos 3 x 1 Esportiva
- 09/08/1964 Juventus 1 x 2 Santos
- 16/08/1964 Santos 1 x 0 XV de Piracicaba
- 19/08/1964 Santos 6 x 1 Guarani
- 23/08/1964 Palmeiras 1 x 2 Santos
- 30/08/1964 Santos 2 x 1 Ferroviária
- 06/09/1964 Botafogo 2 x 0 Santos
- 09/09/1964 Santos 4 x 2 Noroeste
- 23/09/1964 São Bento 1 x 1 Santos
- 27/09/1964 Portuguesa 4 x 3 Santos
- 30/09/1964 Santos 1 x 1 Corinthians

### Segundo turno
- 04/10/1964 Santos 3 x 1 América
- 11/10/1964 São Paulo 2 x 3 Santos
- 14/10/1964 Comercial (RP) 2 x 3 Santos
- 21/10/1964 Esportiva 2 x 0 Santos
- 28/10/1964 Santos 8 x 1 Prudentina
- 01/11/1964 XV de Piracicaba 3 x 6 Santos
- 07/11/1964 Santos 2 x 3 Palmeiras
- 15/11/1964 Ferroviária 0 x 0 Santos
- 18/11/1964 Guarani 5 x 1 Santos
- 21/11/1964 Santos 11 x 0 Botafogo
- 29/11/1964 Noroeste 0 x 3 Santos
- 02/12/1964 Santos 5 x 2 Juventus
- 06/12/1964 Corinthians 4 x 7 Santos
- 09/12/1964 Santos 6 x 0 São Bento
- 13/12/1964 Santos 3 x 2 Portuguesa

### Jogo do título[1][4]
| 13 de dezembro de 1964 | Santos                              | 3–2           | Portuguesa                    | Estádio Urbano Caldeira, Santos                                   |
|                        | Pepe 8' 79' · Toninho Guerreiro 23' | Ficha técnica | Ditão 31' · Ismael 32' (g.c.) | Público: 17 197 Renda: Cr$ 18.823.000,00 Árbitro: Armando Marques |

Santos: Gilmar; Ismael, Modesto e Lima; Zito e Haroldo; Toninho, Mengálvio, Coutinho, Pelé e Pepe. Técnico: Lula.
Portuguesa: Orlando; Jair Marinho, Ditão e Edílson; Pampolini e Wilson Silva; Almir, Dida, Henrique, Nair e Ivair. Técnico: Aymoré Moreira.
| Campeão Paulista de 1964 |
| ------------------------ |
| SANTOS (8º título)       |

## Classificação final
| Classificação - Final | Classificação - Final      | Classificação - Final | Classificação - Final | Classificação - Final | Classificação - Final | Classificação - Final | Classificação - Final | Classificação - Final | Classificação - Final |
| Time | Time                       | PG                    | J                     | V                     | E                     | D                     | GP                    | GC                    | SG                    |
| --- | -------------------------- | --------------------- | --------------------- | --------------------- | --------------------- | --------------------- | --------------------- | --------------------- | --------------------- |
| 1 | Santos                     | 44                    | 30                    | 20                    | 4                     | 6                     | 95                    | 47                    | +48                   |
| 2 | Palmeiras                  | 41                    | 30                    | 19                    | 3                     | 8                     | 70                    | 36                    | +34                   |
| 2 | Portuguesa                 | 40                    | 30                    | 16                    | 8                     | 6                     | 58                    | 33                    | +25                   |
| 4 | Corinthians                | 40                    | 30                    | 16                    | 8                     | 6                     | 50                    | 34                    | +16                   |
| 5 | São Paulo                  | 33                    | 30                    | 12                    | 9                     | 9                     | 51                    | 40                    | +11                   |
| 6 | América                    | 31                    | 30                    | 14                    | 3                     | 13                    | 39                    | 35                    | +4                    |
| 7 | Guarani                    | 31                    | 30                    | 14                    | 3                     | 13                    | 46                    | 44                    | +2                    |
| 8 | Comercial                  | 28                    | 30                    | 12                    | 4                     | 14                    | 47                    | 45                    | +2                    |
| 9 | São Bento                  | 28                    | 30                    | 9                     | 10                    | 11                    | 34                    | 38                    | −4                    |
| 10 | Botafogo                   | 27                    | 30                    | 8                     | 11                    | 11                    | 41                    | 57                    | −16                   |
| 11 | Juventus                   | 26                    | 30                    | 11                    | 4                     | 15                    | 43                    | 59                    | −16                   |
| 12 | Prudentina                 | 26                    | 30                    | 9                     | 8                     | 13                    | 43                    | 56                    | −13                   |
| 13 | Ferroviária                | 24                    | 30                    | 8                     | 8                     | 14                    | 29                    | 41                    | −12                   |
| 14 | XV de Piracicaba           | 22                    | 30                    | 9                     | 4                     | 17                    | 32                    | 64                    | −32                   |
| 15 | Noroeste                   | 21                    | 30                    | 7                     | 7                     | 16                    | 31                    | 56                    | −25                   |
| 16 | Esportiva de Guaratinguetá | 18                    | 30                    | 5                     | 8                     | 17                    | 28                    | 52                    | −24                   |
| PG - Pontos Ganhos; J - Jogos; V - Vitórias; E - Empates; D - Derrotas; GP - Gols Pró; GC - Gols Contra; SG - Saldo de Gols |                            |                       |                       |                       |                       |                       |                       |                       |                       |

|  |         |
|  | Campeão |

|  |           |
|  | Rebaixado |